# Domenico Cipriano
Domenico Cipriano (Guardia Lombardi, 1970) è un poeta italiano.

## Biografia
Nato nel 1970 a Guardia Lombardi, in provincia di Avellino, vive e lavora in Irpinia. Dopo essere stato insignito del Premio LericiPea per l'inedito nel 1999, nel 2000 ha pubblicato la raccolta di poesie Il continente perso, vincendo il Premio Letterario Camaiore nella sezione "Premio alla proposta". Nel 2010 la silloge Novembre gli vale una candidatura al Premio Viareggio. Novembre è un poemetto che testimonia il terremoto dell'Irpinia del 1980, vissuto dall’autore all’età di 10 anni. Il libro, prefato dallo studioso Antonio La Penna, viene tradotto in inglese nel 2015 a cura di Barbara Carle .
Nel 2020, a 20 anni dal primo libro, viene pubblicata l’antologia La grazia dei frammenti che contiene una selezione delle poesie tratte dalle raccolte precedenti e una sezione di poesie inedite. Sempre nel 2020, Plinio Perilli pubblica il saggio monografico sulla poesia di Domenico Cipriano, dal titolo La distanza dalle cose.
Cipriano realizza, negli anni, occasioni di incontro tra gli interessati alla poesia, come l’iniziativa “Le Strade della Poesia” svolta per alcuni anni a Guardia Lombardi, con la presenza di noti poeti nazionali. 
Una caratteristica delle sue pubblicazioni è indicare un brano musicale, che chiama “Guida all’ascolto”, per ogni sezione dei vari libri.
Si adopera nel legame tra poesia e musica, in particolare il jazz, realizzando progetti specifici, come la formazione “JP Band”, con i musicisti Enzo Orefice, Piero Leveratto ed Ettore Fioravanti e la voce dell’attore Enzo Marangelo, con cui realizza un CD nel 2004. Successivamente, continua a proporre progetti che legano le poesie alla musica, con nuove formazioni dove egli stesso è interprete delle sue poesie, come nella formazione E.VERSI. Nel 2022 esce il CD “Ramificazioni” con poesie sia nel dialetto di Guardia Lombardi sia in italiano che parlano principalmente dell’Irpinia, il disco viene realizzato con il fisarmonicista Carmine Ioanna e la collaborazione del trombettista Paolo Fresu.

## Opere
- Il continente perso 1997-1999, Roma, Fermenti, 2000
- Novembre, Massa, Transeuropa, 2010 ISBN 978-88-7580-116-8.
- Il centro del mondo, Massa, Transeuropa, 2014 ISBN 978-88-98716-14-2.
- November, (traduzione e introduzione di Barbara Carle), Gradiva Publications, Stony Brook, New York, 2015 ISBN 1-892021-57-9.
- L'origine, Forlimpopoli, L'arcolaio, 2017 ISBN 88-99322-42-2.
- La grazia dei frammenti, Borgomanero, Giuliano Ladolfi Editore, 2020 ISBN 978-8866445036.
- Fructe de octombrie / Frutti di ottobre, (traduzione di Eliza Macadan), Editura Cosmopoli, Bucharest, 2024 ISBN 978-630-6567-72-0.
- JP band: Cipriano, Marangelo, Orefice, Le note richiamano versi, Abeat Records, 2004, (CD di musica e poesia).
- Domenico Cipriano & Carmine Ioanna (ft. Paolo Fresu), Ramificazioni, Abeat Records, 2022, (CD di musica e poesia).